# Huydecoper van Maarsseveen

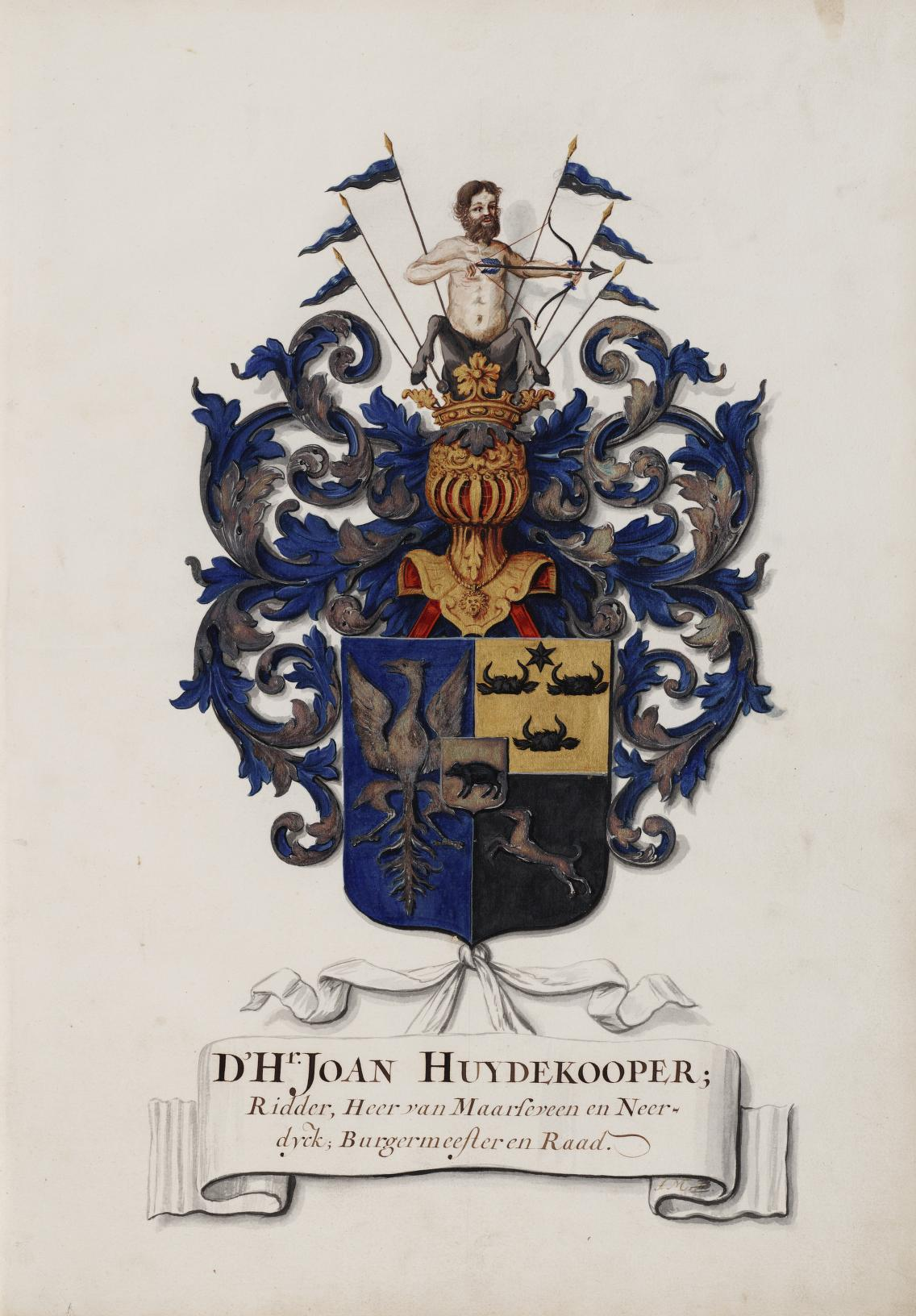
Das Wappen des Geschlechts Huydecoper van Maarsseveen, ausgearbeitet durch Jan Moninckx

Huydecoper van Maarsseveen resp. nur Huydecoper ist der Name eines Patriziergeschlechtes, welches im Jahre 1637 in den schwedischen Adel erhoben wurde, und im Jahre 1814 auch in den neueren niederländischen Adel eingeführt wurde. Die Huydecoper gehörten im Goldenen Zeitalter zu den einflussreichen Geschlechtern von Amsterdam.

## Übersicht
Zur Mitte des 16. Jahrhunderts nannten sich diverse Familienmitglieder Bal, um sich ab dem Ende desselben Jahrhunderts Huydecoper und später nach der in ihren Besitz gelangten Herrschaft Maarsseveen Huydecoper van Maarsseveen zu nennen. Jan Jacobsz Bal Huydecoper van Wieringen (1541–1624), seit der Alteratie von Amsterdam im Jahre 1578 Regierungsmitglied von Amsterdam, kaufte sich wie sein Vater Jacob Bal großen Grundbesitz an der Vechte. Im Laufe des Goldenen Zeitalters der Niederlande avancierte die Familie zu einer der einflussreichsten Regentenfamilien Amsterdams.

## Das Geschlecht der Huydecoper

### Goldenes Zeitalter
Siehe auch: Regent von Amsterdam

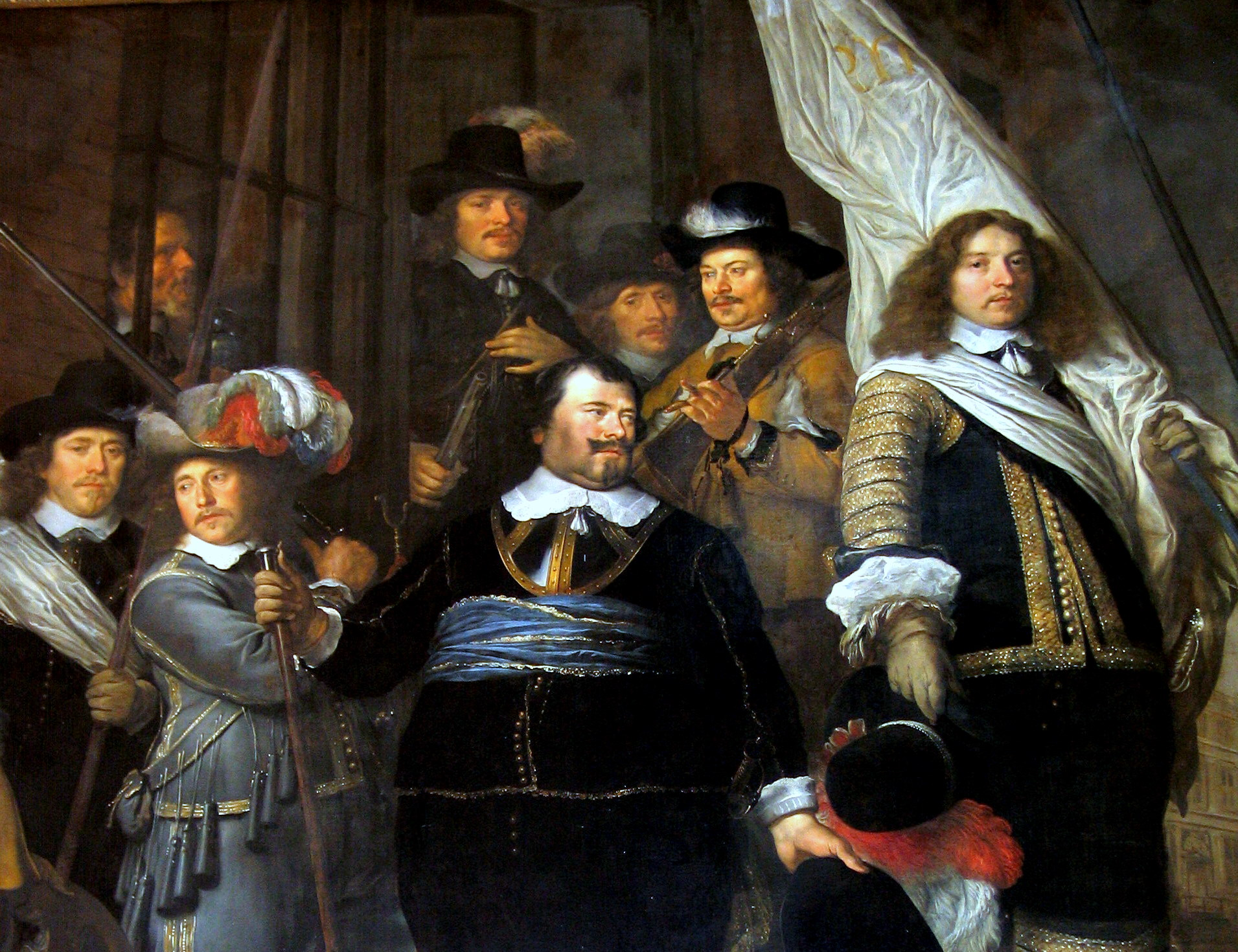
Joan Huydecoper (I) van Maarsseveen und seine Schützenbruderschaft (Detail Gemälde von Govert Flinck, 1648, im Amsterdams Historisch Museum)

- Jacob Andriesz Bal (* 1510), verehelicht mit Machteld Geurtsdr van Beuningen
  - Jan Jacobsz Bal Huydecoper van Wieringen (1541–1624), ursprünglich Jan Jacob Bal, hatte den Namen seiner Großmutter mütterlicherseits angenommen;[2] er war Großhändler und seit der Alteratie von Amsterdam im Jahre 1578 Schepen, Vroedschap und Ratsherr von Amsterdam; in den Jahren 1591 und 1608 erlangte er durch Kauf diverse Gründe entlang des Flusses Vecht.[3]
    - Jacob Huydecoper (1568–1599) reiste unter der Leitung von Cornelis de Houtman nach Indien und unter Olivier van Noort und Jacques Mahu „um die Welt“, wo unterwegs aber verstorben ist.
    - Joan Huydecoper (I) van Maarsseveen (1599–1661), Ritter, Herr von Thamen, Blokland, Maarsseveen und Neerdijk, war ein bedeutender Bürgermeister und Regent von Amsterdam, ein großer Kunstliebhaber und Schirmherr der Künstler Govert Flinck, Rembrandt van Rijn, Bartholomeus van der Helst, Jan Vos und Joost van den Vondel. Er verheiratete sich im Jahre 1624 mit Maria Coymans (1603–1647), er war in der Amsterdamer Straße Singel wohnhaft und verbrachte die Sommermonate auf seinem Landhaus Goudestein,[4] im Jahre 1637 wurde er zum schwedischen Ritter ernannt sowie im Jahre 1650 durch Ludwig XIV. in den französischen Ritterorden „Ordre de Saint-Michel“ aufgenommen.

### Vom Goldenen Zeitalter in das 18. Jahrhundert

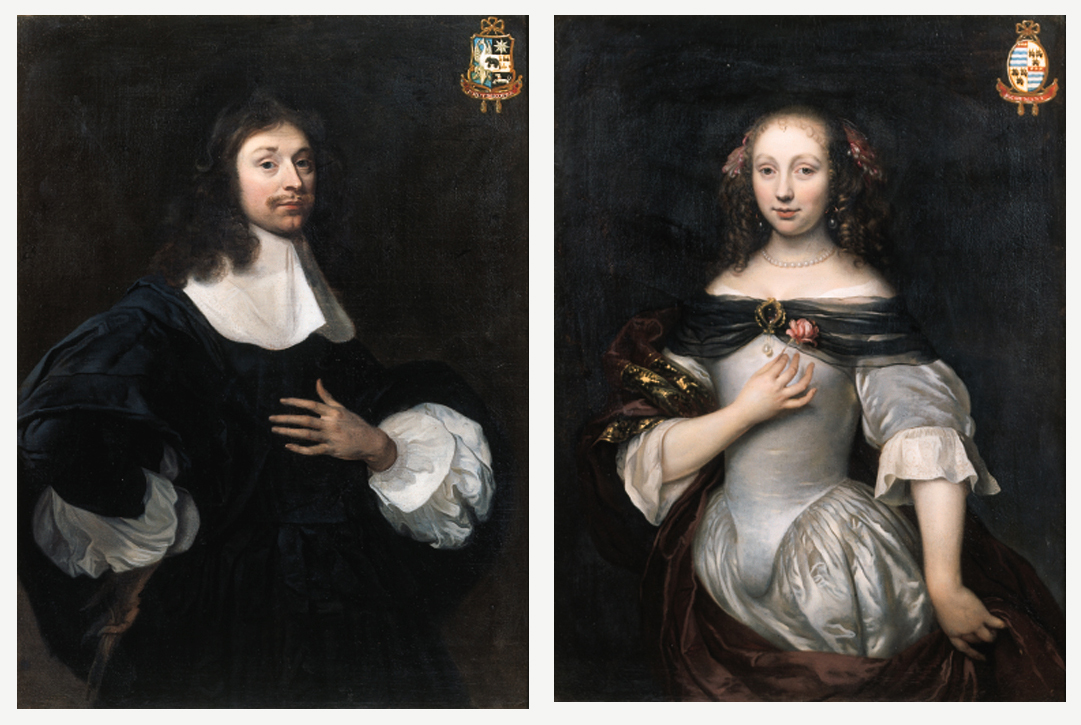
Porträt des Ehepaars Joan Huydecoper (II) van Maarsseveen und Sophia Coymans

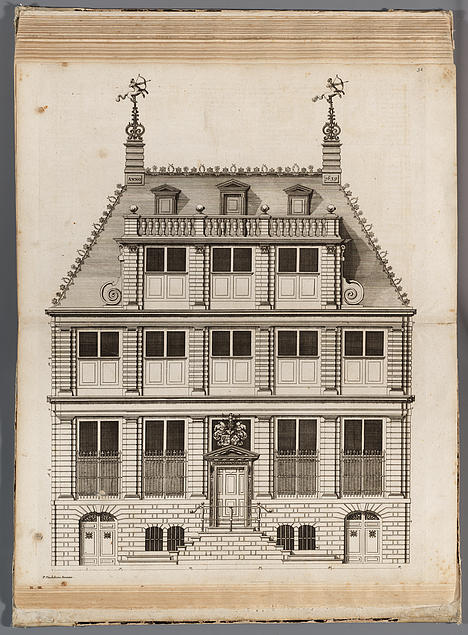
Das Stadthaus der Familie Huydecoper in der Amsterdamer Singel, welches im Jahre 1943 bei einem Fliegerangriff zerstört wurde

- Johan Huydecoper (II) van Maarsseveen (1625–1704), Ritter, war Herr von Maarsseveen, Regent und Bürgermeister der Stadt Amsterdam, einer der Vorstände der Niederländischen Ostindien-Kompanie (VOC), verheiratet mit seiner Nichte Sophia Coymans (1636–1714), und war mit dieser wohnhaft an der Lauriergracht.
  - Johannes Huydecoper (1656–1703), Ritter, besuchte im Jahre 1678 gemeinsam mit seinem Neffen Joseph Coymans (1656–1720) sowie Pieter de Graeff den niederländischen Gesandten Jacob Boreel in Paris, galt als ein Liebhaber der Poesie und des Balletts, hatte Kontakte zu Lucas Rotgans, Pieter Bernagie, Govert Bidloo, Hermanus Angelkot, Romeyn de Hooghe, Petrus Francius und Johann Georg Graevius, verheiratet mit der „herrschsüchtigen“ Maria Temminck. Er war Besitzer des Landhauses Silversteijn in Maarssen.
    - Adriaan Huydecoper (1693–1740), Ritter, verheiratete sich mit Sara Maria van Asch van Wijk.
      - Jan Pieter Theodoor Huydecoper (1728–1767), Ritter, seit 1764 Mitglied der Niederländischen Westindien-Kompanie (WIC) an der Goldküste

    - Balthazar Huydecoper (1695–1778), Ritter, war ein Sprachkundiger, Sprachwissenschaftler der niederländischen Sprache und ein Historiker.

  - Josef Huydecoper (1667–1709), Ritter, war mit seiner Nichte Sophia Isabella Coymans verheiratet und bewohnte das sogenannte Coijmanshuis.
  - Jan Elias Huydecoper (1669–1744), Ritter, verheiratet mit Agatha Hasselaer, war Mitglied der Amsterdamer vroedschap und wurde im Jahre 1739 zum Bürgermeister ernannt.
    - Joan Huydecoper (III) van Maarsseveen (1693–1752), Ritter, Herr von Maarsseveen, zweimal verheiratet, zuerst mit M.A. Reael und danach mit M.A. van der Meulen, Mitglied der Amsterdamer Vroedschap sowie im Jahre 1749 zum Bürgermeister erwählt, war Leiter der Niederländischen Westindien-Kompanie (WIC), bewohnte ein Stadthaus an der Singel. Seine Witwe M.A. van der Meulen ließ das Landhaus Goudestein baulich großräumig erweitern.

### 18. und 19. Jahrhundert
- Jan Elias Huydecoper van Maarsseveen (1735–1808), Ritter, Herr von Maarsseveen, Ambachtsherr von Urk und Emmeloord, verheiratet mit I. A. Barones van Lockhorst, wurde zwischen den Jahren 1785 und 1794 viermal zum regierenden Bürgermeister Amsterdams ernannt. Er war Ratsherr der Admiralität von Amsterdam, Rat der niederländischen Generalstaaten sowie zwischen 1793 und 1795 einer der letzten Direktoren der Sozietät von Suriname, er bewohnte ein Stadthaus an der Keizersgracht und ein Landhaus, Doornburg genannt, in der Nähe Maarsseveens.
  - Joan Huydecoper (1769–1836), Ritter, Bürgermeister von Den Haag, Rat der „Notabelenvergadering“, Direktor von De Nederlandsche Bank, verheiratet mit M. Alewijn und danach mit S. ten Hove
    - Jan Elias Huydecoper (1798–1865), Ritter, bewohnte das Schloss Zeist.[5]
- Willem Huydecoper (1744–1815), Ritter, Kommissar der Amsterdamer Wechselbank, legte im Jahre 1754 den ersten Stein des zu erneuernden Landhauses Goudestein, bewohnte ein Haus am Kloveniersburgwal, in welchem vor ihm auch schon Jan Six und Dirck Tulp gewohnt hatten. Verheiratet war er mit Isabella Constantia Ferdinanda van Weede (1743–1807).
  - Jan Willem Huydecoper van Maarsseveen (1769–1829), Ritter, war im Jahre 1811 ein Adjunct-Maire von Amsterdam (1811) sowie Bürgermeister von Hoorn.

### 19. Und 20. Jahrhundert
- Johan Huydecoper (V) van Maarsseveen (1821–1890) trat als Bürgermeister von Maarssen auf. Er war Rat der niederländischen Ersten Kammer und bewohnte Goudestein.[6]
- Jan Elias Huydecoper (1853–1911) war Rat der Staaten von Utrecht. Es ist nicht sicher, ob er als Grundsteinleger von Wulperhorst auftrat.

### Afrikanischer Zweig
- Willem Huydecoper (1788–1826), niederländischer Gesandter am Hof des Königs von Aschanti in Kumasi
- Jacob Huydecoper (1811–1845), gleichfalls ein niederländischer Gesandter am Hof des Königs von Aschanti in Kumasi
- Johannes Jacobus Cornelis Huydecoper, Mitglied des niederländischen Gouverments und später Kaufman bei der Firma Ter Meulen in Elmina[7]

## Diverses
- Auch die Landhäuser Goudestein, Spruytenburg, Neerbeek, Sluysoort, Geesbeek, Doornburgh, Silverstein, Cromwijk, Vreedenhoff sowie das Schloss Groeneveld und das Schloss Zeist waren im Besitz der Familie Huydecoper van Maarsseveen.

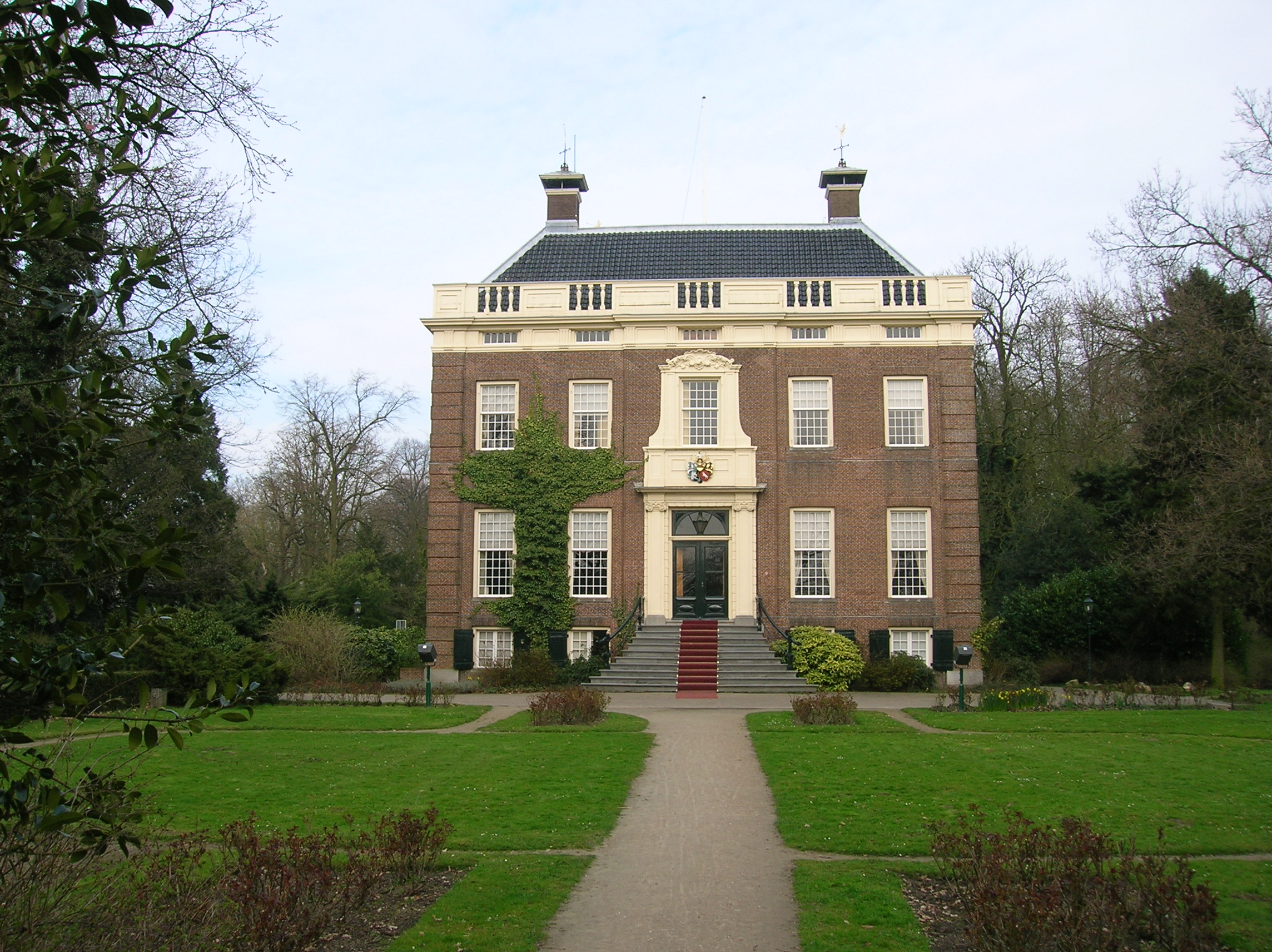
Ansicht des Landhauses Goudestein
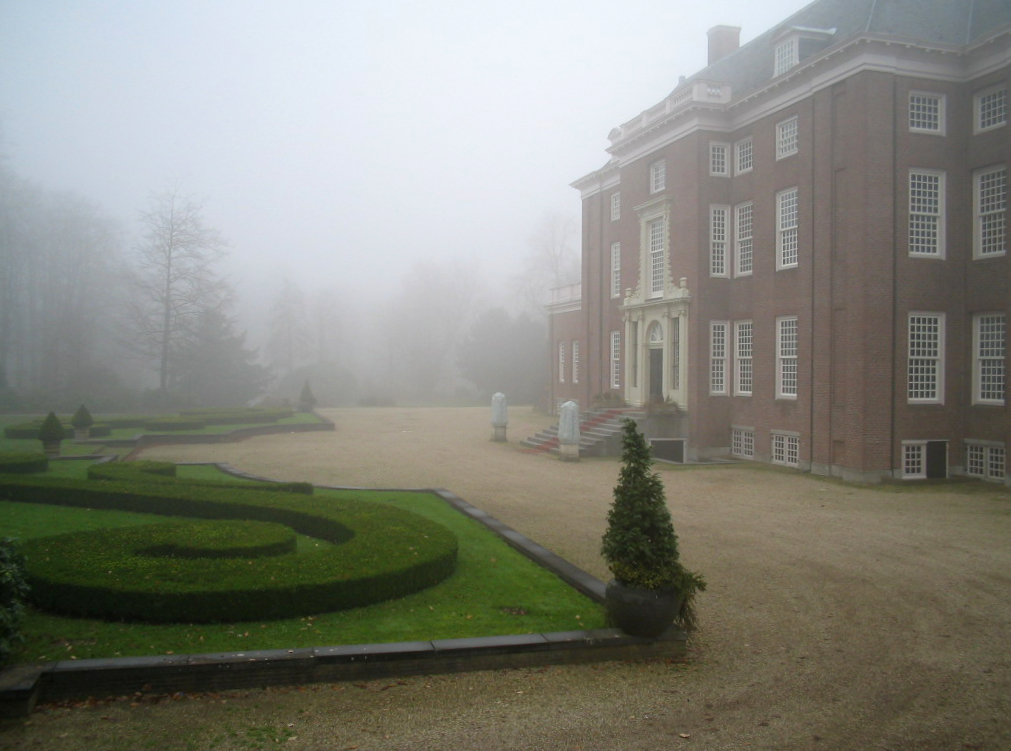
Ansicht des Schlosses Zeist